# 1984 în jocuri video
Acest articol prezintă evenimente importante legate de jocuri video din anul 1984. Vezi și istoria jocurilor video.

## Evenimente
În 1984 au apărut multe sequel-uri și prequel-uri în jocurile video, precum 1942, Boulder Dash, Cobra Command, Jet Set Willy, Karate Champ, Kung-Fu Master, Tetris, Yie Ar Kung-Fu și Punch-Out!
Jocurile arcade cu cele mai mari încasări ale anului au fost Pole Position în Statele Unite, pentru al doilea an consecutiv, și Track & Field în Regatul Unit.
În Statele Unite, vânzările de jocuri video pentru acasă au scăzut  la 800 de milioane de dolari americani (2,1 miliarde de dolari ajustați după inflație).

### Lansări importante
- 1942
- Adventure Construction Set
- The Black Onyx
- Boulder Dash
- Cobra Command
- Deus Ex Machina
- Dragon Slayer
- Ice Climber
- Jet Set Willy
- Karate Champ
- King's Quest I
- Knight Lore
- Kung-Fu Master
- Mindshadow
- Star Wars: Return of the Jedi
- Tetris
- Yie Ar Kung-Fu

### Hardware

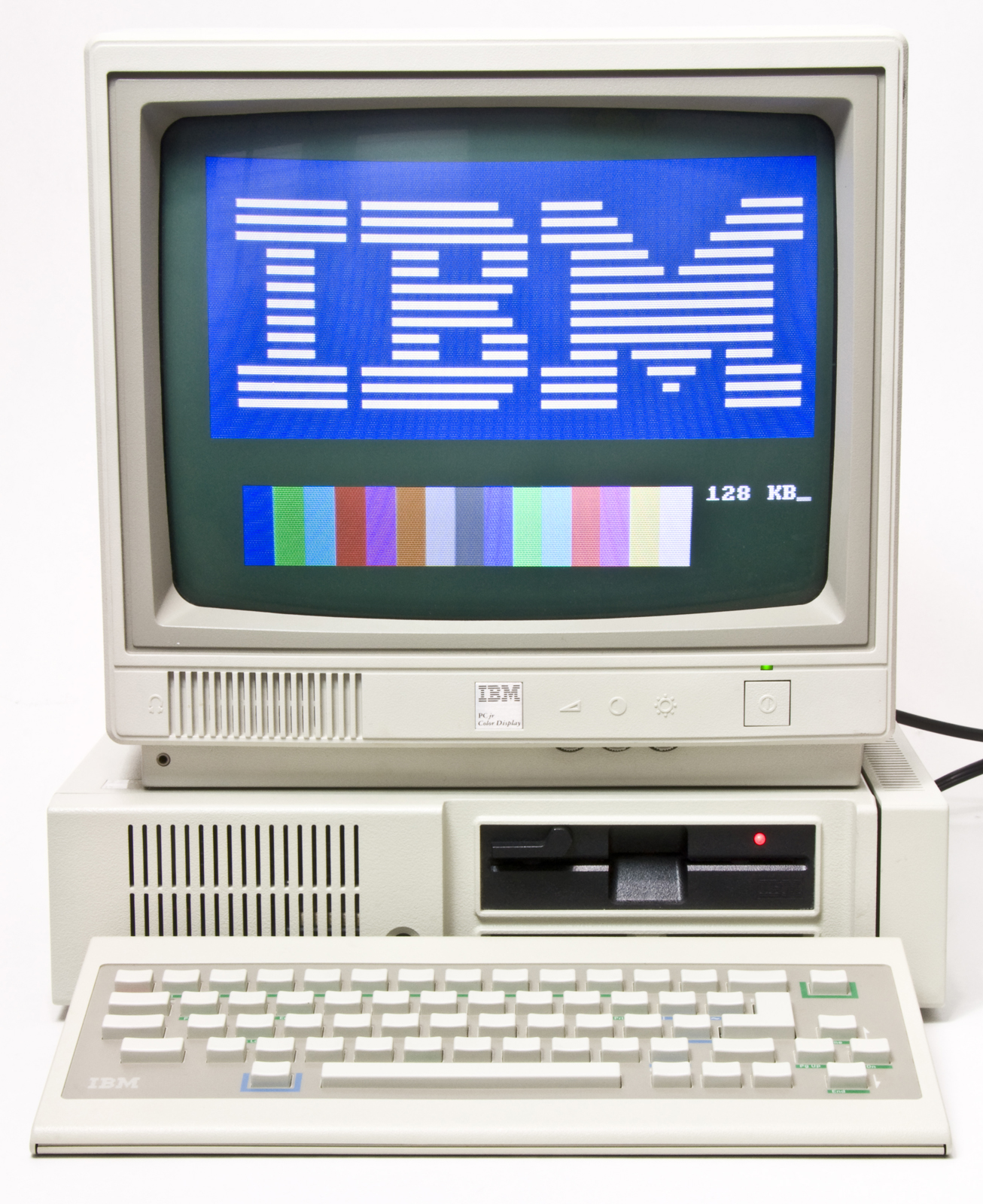
IBM PCjr (PC junior)

Cel mai bine vândut sistem pentru acasă al anului a fost Nintendo's Family Computer (Famicom), care a fost vândut doar în Japonia în acea vreme în 2,94 milioane de exemplare. Commodore 64 s-a vândut în 2,5 milioane de exemplare, iar IBM Personal Computer (PC) în 2 milioane de exemplare în acest an.
- 24 ianuarie – Apple Inc. anunță versiunea originală, 128K, numai pe dischetă, Macintosh.
- Martie - IBM lansează IBM PCjr în încercarea de a intra pe piața computerelor de acasă. A îmbunătățit sunetul și grafica față de IBM PC original, orientat spre afaceri, dar este un eșec comercial.
- Atari, Inc. anunță Atari 7800, o consolă de ultimă generație care este compatibilă cu cartușele ROM Atari 2600, dar capabilă de imagini mult îmbunătățite. Este amânată până în 1986 din cauza vânzării companiei și a problemelor legale.
- Sisteme de console întrerupte: Atari 5200, Magnavox Odyssey², Vectrex

### Companii
Au apărut companii noi: Accolade, Elite Systems, Gremlin Graphics, Kemco, New World Computing, Novagen, Ocean, Psygnosis, Sculptured Software.
S-au închis companii ca Astrocade, Human Engineered Software, Imagine, Sirius sau Starpath.
Hasbro, Inc. a achiziționat Milton Bradley Company. Management Sciences America a achiziționat Edu-Ware Services. Broderbund a achiziționat competiția sa pe 8-biți, Synapse Software.
Atari a închis Atari Program Exchange, care a produs jocuri notabile scrise de utilizatori ca Eastern Front (1941) sau Dandy.

### Reviste
În 1984, au apărut șase numere bilunare ale revistei Computer Gaming World.